# Joseph Kolkmann
Joseph Kolkmann (* 4. April 1839 in Verl/Westfalen; † 8. Dezember 1880 in Berlin) war ein deutscher Rechtswissenschaftler.

## Leben
Wilhelm Joseph Konrad Kolkmann war der älteste Sohn des Landwirts und Gutsbesitzers Christoph Kolkmann und seiner Frau Carolina, geb. van Dyk. Sein Vater war Mitbegründer und Vorsitzender des demokratischen Vereins in Verl während der Revolution 1848/49. Joseph Kolkmann besuchte Schulen in Rietberg, Münster und Warendorf.
Im Wintersemester 1861/62 begann er ein Jurastudium an der Universität Göttingen und wurde Mitglied der Burschenschaft Brunsviga. Anschließend studierte er in Bonn und Berlin, wo er das Juristische Staatsexamen ablegte. 1867 wurde er beim Appellationsgericht Paderborn zum Referendar ernannt, stieg zum Gerichtsassessor auf und promovierte nebenbei 1870 in Göttingen. Im November 1871 erhielt er die Berufung zum Kreisrichter in Löbau in Westpreußen. In diesem Amt blieb er bis zu seiner Entlassung aus dem Staatsdienst im Jahre 1877.
Noch vor der Gründung eigener Gemeinden war Kolkmann in Paderborn als Anhänger des Altkatholizismus aufgetreten, was seine Heirat im Juni 1871 mit Emma Franzisca, geb. Emmerich erschwerte, da ihnen eine kirchliche Trauung verweigert wurde. Erst nach öffentlichem Protest wurde dem Paar schließlich das Trauzeugnis ausgehändigt.
Von 1868 bis 1876, inmitten des Kulturkampfes, war Kolkmann als Verfasser von Streitschriften und Zeitungsartikeln gegen die romtreuen Ultramontanisten, gegen Mönchsorden, sowie gegen die Infallibilität (Unfehlbarkeit) des Papstes mit der katholischen Kirche in Konflikt geraten. Auf ihn geht die während des Deutsch-Französischen Kriegs geäußerte Parole „Erst die Franzosen, dann die Jesuiten!“ zurück. Insbesondere aber ist sein Name mit der Rebbert-Kolkmann-Kontroverse verknüpft, in der er sich gegen die judenfeindlichen Schriften des Priesters Joseph Rebbert und des Paderborner Bischofs Konrad Martin positionierte:

„Das ist meine feste Überzeugung, daß die Judenfeindschaft mit einer soliden Bildung unserer Zeit unverträglich ist. Das sage ich ohne alle Überhebung, da ja offenbar ist, daß derjenige, welcher das Unbegründete der Antipathie gegen die Juden durchschaut, damit sich noch lange nicht als einen großen Geist legitimiert hat. Aber dabei muß ich mit aller Entschiedenheit verbleiben, daß wahre Geistesbildung, die sich auf der Höhe unserer Zeit hält, und Judenfeindschaft zwei ganz und gar unverträgliche Dinge sind. Den Beweis für meine Behauptungen sollen die nachfolgenden Blätter liefern, insofern die Bodenlosigkeit der Ansichten, worauf sich die Judenfeindschaft stützt, nachgewiesen wird.“

Der Historiker Olaf Blaschke zählt Kolkmanns Buch von 1876 und mit Bezug auf das Deutsche Kaiserreich unter „das magere halbe dutzend katholischer Schriften, das sich mit den Juden solidarisierte und die Absurdität des Antisemitismus aufdeckte.“ Unter dem Pseudonym Nicolaus Planenberg veröffentlichte er bei seinem Verleger Richard Skrzeczek in Löbau auch justizkritische, polemische Schriften. Skrzeczek, bei dem Kolkmann wohnte, wurde daraufhin mit Zeugnishaft belegt, um die wahre Autorschaft herauszufinden. Dies führte letztlich 1878 zur Entlassung Kolkmanns aus dem preußischen Staatsdienst.
Auch das Pseudonym „J. Perinhart“ lässt sich Kolkmann zuordnen. Als Verfasser der Schrift „Die deutschen Juden und Wilhelm Marr“, 1879 ebenfalls bei Skrzeczek in Löbau erschienen, vermutete die Redaktion der „Israelitischen Wochenschrift“ den Kreisrichter Kolkmann, „den Verfasser der trefflichen Broschüre: Die gesellschaftliche Stellung der Juden.“. Perinharts, mutmaßlich Kolkmanns Streitschrift, war wider Wilhelm Marrs Rassenantisemitismus gerichtet.
Nach seiner Entlassung strebte Kolkmann, obwohl bereits erkrankt, seine Zulassung als Rechtsanwalt an. Er starb am 8. Dezember 1880 im Kaiserin-Augusta-Hospital in Berlin. Seine Witwe ist noch 1888 in Warendorf als Inhaberin eines Tapisseriegeschäftes nachweisbar, ebenso die Töchter Charlotte, geboren 1873 und Käthe, geboren 1875.

## Werke
- Die Diöcesan-Synode vom 8., 9. und 10. October 1867: zur Beleuchtung des Kirchenregimentes in der Diöcese Paderborn unter dem Bischofe Dr. Conrad Martin, E. C. Brunn's Verlag, Münster 1866 (Digitalisierte Ausgabe)
- Das christliche Begräbniß. Ein Beitrag zur Reform des Begräbnißwesens, den Vertretern des Deutschen Volkes gewidmet, Ferdinand Beyer, Königsberg 1874
- Die gesellschaftliche Stellung der Juden, R. Skrzeczek, Löbau 1876 (3. Auflage, Verlag der Buchdruckerei der Volks-Zeitung, Berlin 1881, mit einem Vorwort von Adolph Phillips; Neudruck der Erstauflage durch die Union der Österreichischen Juden, Wien 1932, mit einer Vorbemerkung von Chajim Bloch) (Digitalisierte Ausgabe)
- Die königlich-preußische Staatsanwaltschaft und die freie Rede, Löbau, o. J. (1876) (Digitalisierte Ausgabe)
- Das Recht der deutschen Schenke und die Schanknovelle, R. Skrzeczek, Löbau 1878
- Die Charakterlosigkeit in Deutschland, R. Skrzeczek, Löbau 1878
- Weg mit dem preußischen Schulzwange!, R. Skrzeczek, Löbau 1880

Unter dem Pseudonym „Nicolaus Planenberg“:
- Der Preußische Richter von seiner Schattenseite gezeichnet, R. Skrzeczek, Löbau 1877 (bis 1878 vier Auflagen, Digitalisierte Ausgabe)
- Die Majestätsbeleidigungen und die preußische Justiz, R. Skrzeczek, Löbau 1878
- Die Zivilgerichtsreform und die Beschränkung des Anwaltszwanges, R. Skrzeczek, Berlin 1907 (posthum unter dem Namen „Nicolaus Planenberg Redivivus“ herausgegeben)

Unter dem Pseudonym „J. Perinhart“ (zugeschrieben):
- Die deutschen Juden und Herr W. Marr, Druck und Verlag von Richard Skrzeczek, Löbau 1879 (Digitalisierte Ausgabe)